# Стрельникова, Авдотья Тимофеевна
Авдо́тья Тимофе́евна Стре́льникова (1739 — ?) — одна из первых танцовщиц русского балета, устроенного Фуза́но и Ланде́, ученицей которого она была.

## Биография
Родилась в 1739 году. Училась в танцевальной школе Ланде́, бывшего учителя при сухопутном шляхетском корпусе в царствование Анны Иоанновны. С 1737 года, вместе с другими учениками Ланде, принимала участие в кордебалетах придворного балетмейстера Фуза́но.
В 1739 году, когда Фоссано впал в немилость Бирона и был им уволен, Ланде устроил при дворе русский балет; в нём Авдотья вместе с Аксиньей Сергеевой и Елисаветой Зориной была первой танцавщицей, которой, как тогда говорили, «аплодировали метанием кошельков». Авдотья использовала приёмы итальянских танцовщиц Джулии Фузано и Тонины (Антонины) Константини, сочетая их с собственным талантом и грацией, что сделало её любимицей императрицы и двора.
Успех Авдотьи возвёл Ланде в должность придворного балетмейстера и был причиной основания русского балета и театральной школы, воспитанников для которой отбирала сама императрица из детей придворной прислуги.
В 1742 году, по случаю коронации Елизаветы, был снова вызван Фузано из Парижа, поставивший в Москве три новых балета с Авдотьей в главной роли:
- «Опечаленная и вновь утешенная Россия», в котором Авдотья исполняла немую роль Рутении (России);
- «Радость народа о явлении Астреи на российском горизонте и о восстановлении золотого века»;
- «Золотое яблоко на пире богов, или суд парисов».

Участвовала в балетах Локателли и Сакко («Орфей и Евридика», «Фоксал в Лондоне», «Аполлон и Дафна»).
С выходом указа об учреждении в Петербурге русского драматического театра от 30 августа 1756 года Авдотья была, по повелению императрицы, зачислена в императорскую труппу, где кроме танцев имела амплуа вторых субреток.